# Heidi Zurbriggen
Heidi Andenmatten-Zurbriggen, švicarska alpska smučarka, * 16. marec 1967, Saas-Almagell.
Nastopila je na treh olimpijskih igrah, najboljšo uvrstitev je dosegla leta 1998 s šestim mestom v veleslalomu. Na svetovnih prvenstvenih je osvojila srebrni medalji v superveleslalomu leta 1996 in smuku leta 1997. V svetovnem pokalu je tekmovala štirinajst sezon med letoma 1984 in 1998 ter dosegla tri zmage in še štirinajst uvrstitev na stopničke. V skupnem seštevku svetovnega pokala se je najvišje uvrstila na šesto mesto leta 1997, ko je bila tudi druga v smukaškem seštevku, leta 1995 je bila tretja v superveleslalomskem seštevku.